# Arlösa herrgård
Arlösa herrgård, var tidigare ett säteri, beläget i Arlösa, Enslövs socken i Halmstads kommun. Godset har anor sedan medeltiden och gården är känd från 1445.
Godsets ägor är beläget vid gränsen emellan Enslövs och Snöstorps socknar. Två av godsets tidigare hemman låg i Enslövs socken.
Vid senare delen av 1800-talet gjordes följande beskrivning av godset: Ett gammalt Corps-de-logi uppfört i gråsten och mitt emot en nyare byggnad av trä. Trädgården beskrevs som vacker. Det fanns alléer av al och björk vid den genom ägorna gående vägen. Den samtida ladugården uppförd i korsvirke var rymlig och välinrättad. På 1870-talet tillhörde godset 22 dagsverkstorp.

## Historia
Namnet Arlösa är känt från 1445 då Jesse Nilsson i Aarløsæ står upptagen som skattskyldig. Danska kronan donerar egendomen 1567 till Landsdomare Björn Knudsen och därefter står godset antecknat som säteri i längderna (Frälse säteri 1/3 mtl).
Carl Sperling Staël von Holsteins (1773-1814) hustru Helena Sofia Hammar ansågs av samtiden som en klok och energisk husmoder. Efter maken ärvde hon Vapnö gods och lyckades under nio år att skapa goda inkomster med vilka hon kunde betala mannens efterlämnade skulder. Dessutom räckte inkomsterna till att år 1820 förvärva Arlösa säteri för 80,000 rdr och att uppföra den nordvästra mangårdsbyggnaden. Hon avled på Arlösa 1859 i 80 års ålder.
År 1932 beskrivs Arlösa som en herrgård ägd av Carl Sebastian Kuylenstierna, bosatt i Sperlingsholm. Egendomen omfattade 61/3 mantal, fördelat på huvudgården med en areal om 1144 hektar bestående av 112 åker, 697 skog, utägor och underliggande gårdar. Till gården hörde även en elektrisk kraftstation med vattenfall.

## Ägarlängd
- 1550 Danska kronan
- 1567 Björn Knudsen, Landsdomare (donation)[5]
- 1580 Nils Skram[5]
- 1580 Peter Skram, Amiral[5]
- 1606 Margareta Skram (arv)[5]
- 1630 Claus Gagge[5]
- 1641 Margrethe Eriksdatter Mormand (arv)[5]
- 1646 Fredrik Skate[5]
- 1650 Horn[5]
- 1660 Jonas Gyllencrantz[5]
- 1740 Helena Maria Gyllencrantz (arv)[5]
- 1750 Carl Henrik Wrangel af Adinal, Fältmarskalk (köp)[6]
- 1755 Wrangel af Adinal (arv)
- 1820 Helena Sofia Hammar, änkefru till Carl Sperling Staël von Holstein (köp)[7][8]
- 1859 Carl Henning Staël von Holstein[9]
- 1866 Carl Sperling Staël von Holstein
- 1876 Fabian Vilhelm Brunnström, Major[5]
- 1890 Gadd[5]
- 1901 Carl Sebastian Kuylenstierna[10]
- 1946 Carl Jan Kuylenstierna
- 1985 Göran Kuylenstierna